# Фролов, Александр Александрович (хоккеист)
Алекса́ндр Алекса́ндрович Фроло́в (род. 19 июня 1982 года, Москва, СССР) — российский хоккеист, нападающий. чемпион мира 2009 года, чемпион России 2005 года. Заслуженный мастер спорта России.

## Биография
Родился и вырос в Москве в семье инженеров. Азы хоккея получал, начиная со второй половины 1980-х по 1990-е годы, в московском детском хоккейном клубе-школе «Дискавери» (он же, позже, СДЮШОР «Русь»). Благодаря своему стремлению и тяге к познанию хоккея семилетний Саша стал здорово выделяться среди таких же юных игроков, что стало основанием для приглашения в дополнительный состав хоккейной школы московского «Спартака» («Спартак»-2), где он и продолжил, уже в 1990-е годы, движение в сторону основного состава и далее, окончательно избрав хоккей своей будущей профессиональной карьерой. С 2011 по 2016 годы состоял в отношениях с российской певицей и актрисой Юлией Началовой.
Имеет дочь от первого брака — Александру.

## Карьера
Воспитанник хоккейной школы московского «Спартака». В основном составе «Спартака» сыграл один матч в сезоне 1998/1999. Затем выступал за фарм-клуб ярославского «Торпедо» в российской первой лиге. В первом раунде драфта НХЛ 2000 года был выбран клубом «Лос-Анджелес Кингз» под общим 20-м номером. Фролов остался в России ещё на два сезона, подписав контракт с московским клубом высшей лиги «Крылья Советов». В сезоне 2000/2001 Фролов вместе с клубом пробились в Суперлигу.
В июле 2002 года Фролов подписал трёхлетний контракт с «Лос-Анджелес Кингз». 25 октября в седьмой игре за «королей» Фролов забил свой первый гол в НХЛ в ворота «Нью-Йорк Рейнджерс» — гол стал победным в матче. Фролов закончил свой первый сезон с 31 очком (14 голов и 17 передач). В сезоне 2003/2004 за 77 игр в регулярке Фролов набрал 48 очков (24 гола и 24 передачи). В сезоне 2004/2005 Фролов вернулся в российскую Суперлигу из-за локаута в НХЛ. Он начал сезон в московском ЦСКА, однако под конец сезона перебрался в «Динамо» (Москва), став в его составе чемпионом России 2005 года.
Фролов стал ограниченно свободным агентом. В августе 2005 года подписал с «Лос-Анджелес Кингз» пятилетний контракт на сумму $14,5 млн. В сезоне 2005/2006 он сделал свой первый хет-трик в НХЛ — 13 ноября 2005 года в матче против «Коламбуса». В этой встрече «Кингз» разгромили «Коламбус» со счётом 8:2. В том же сезоне Фролов был приглашён в национальную сборную на зимние Олимпийские игры 2006 года. На Олимпиаде в Турине Фролов получил травму плеча. Из-за травмы Фролов не играл около месяца, всего в сезоне 2005/06 за 69 игр он набрал 54 очка (21 гол и 33 передачи).
В сезоне 2006/2007 Фролов продолжает набирать ход, в 82 играх он набрал 71 очко (35 голов и 36 передач) и стал вторым бомбардиром команды после Майкла Каммаллери. В сезоне 2007/2008, несмотря на полученную в ноябре травму паха, из-за которой Фролов пропустил 11 встреч, он снова стал вторым бомбардиром в команде, после Анже Копитара. В том сезоне он набрал в 71 игре 67 очков (23 гола и 44 передачи). В сезоне 2008/2009 он в 77 играх набрал 59 очков (32 гола и 27 передач). В сезоне 2009/2010 Фролов в 81 встрече набрал 51 очко (19 голов и 32 передачи). В том же сезоне единственный раз в карьере в НХЛ играл в плей-офф: 6 матчей, 4 очка (1+3).
27 июля 2010 года в качестве неограниченно свободного агента подписал однолетний контракт с «Нью-Йорк Рейнджерс» на сумму $3 млн. 8 января 2011 года игрок «Анахайма» Брэд Винчестер упал на ногу Фролова, из-за чего Фролов порвал связки правого колена и пропустил остаток сезона 2010/11 после того, как ему была сделана операция. В 43 играх сезона набрал 16 очков (7+9).
12 мая 2011 года Фролов подписал трёхлетний контракт с омским «Авангардом», выступающим в КХЛ. В сезоне 2011/12 Фролов в 54 играх набрал 24 очка (12+12), а в сезоне 2012/13 стал лучшим бомбардиром команды наравне с Томашем Заборски, набрав 41 очко (13+28).
5 ноября 2013 года был обменян в ЦСКА. Завершив сезон в составе армейцев, Фролов не смог найти команду на следующий и полностью пропустил его.
7 июля 2015 года Фролов подписал однолетний контракт с нижегородским «Торпедо». Свой первый гол за нижегородцев Фролов забил в ворота «Спартака», матч закончился победой «Торпедо» со счетом 5:2. В сезоне 2015/16 за «Торпедо» набрал в 47 играх 19 очков (6+13). 7 апреля 2016 года продлил контракт с «Торпедо» еще на один сезон. В сезоне 2016/17 в регулярном чемпионате КХЛ набрал в 34 играх 17 очков (7+10), в плей-офф в 8 играх 3 очка (3+0).
17 июля 2017 года заключил одностороннее соглашение на один сезон с хабаровским «Амуром». В регулярном чемпионате КХЛ в сезоне 2017/18 в 47 играх набрал 10 очков (6+4), в плей-офф 2017/18 в 2 играх очков не набрал.
24 июля 2018 года подписал контракт с клубом «Дэмен Киллер Уэйлс» из Южной Кореи.
С 2019 года — тренер спортивной школы «Торпедо». С лета 2025 года входит в тренерский штаб клуба «Чайка».

## Статистика
| Легенда | Легенда                    | Легенда | Легенда                   | Легенда | Легенда    |
| ------- | -------------------------- | ------- | ------------------------- | ------- | ---------- |
| И       | Количество проведённых игр | Штр     | Штрафное время            | +/−     | Плюс-минус |
| Г       | Голы                       | П       | Голевые передачи          | О       | Очки       |
| -       | Статистика неизвестна      | —       | Статистика не учитывалась |         |            |

### Клубная карьера
- b Матч переходного турнира между командами Суперлиги и высшей лиги.

## Достижения
- Чемпион мира 2009 года.
- Серебряный призёр чемпионата мира 2010 года.
- Бронзовый призёр чемпионата мира 2007 года.
- Чемпион мира среди молодёжи 2002 года.
- Чемпион России 2005 года.
- Лучший новичок чемпионата России 2002 года.
- В рамках премии «Золотая подкова» один раз получил «Золотую подкову» (2004).
- Участник матча звёзд КХЛ 2012 года.